# تپه ویان
تپه ویان مربوط به سده‌های اولیه و میانه دوران‌های تاریخی پس از اسلام است و در شهرستان کبودرآهنگ، بخش مرکزی، دهستان سبزدشت، ۷۰۰ متری جنوب روستای ویان واقع شده و این اثر در تاریخ ۳۰ بهمن ۱۳۸۶ با شمارهٔ ثبت ۲۱۱۹۳ به‌عنوان یکی از آثار ملی ایران به ثبت رسیده است.